# Анук Февр-Пікон
Анук Февр-Пікон (18 лютого 1986 , Понтарльє ) - французька лижниця, учасниця Олімпійських ігор 2014 і 2018 років. Спеціалізується на дистанційних перегонах.

## Спортивна кар'єра
У Кубку світу Февр-Пікон дебютувала 16 лютого 2008 року, а в листопаді 2010 року вперше потрапила до десятки найкращих на етапі Кубка світу, в естафеті. Найкраще досягнення Февр-Пікон у загальному заліку Кубка світу - 44-те місце в сезоні 2013-2014.
На Олімпійських іграх 2014 року в Сочі стартувала в трьох дисциплінах: скіатлоні – 38-ме місце, мас-старті на 30 км – 17-те і естафеті – 4-те.
За свою кар'єру взяла участь у трьох чемпіонатах світу, найкращі досягнення: 5-те місце в перегонах на 10 км вільним стилем 2015 року і 6-те місце в естафеті 2013 року.
Використовує лижі виробництва фірми Madshus, черевики та кріплення Salomon.

## Результати за кар'єру
Усі результати наведено за даними Міжнародної федерації лижного спорту.

### Олімпійські ігри
| Рік  | Вік | 10 км індивідуальні пер. | 15 км скіатлон | 30 км мас-старт | Спринт | 4 × 5 км естафета | Командний спринт |
| ---- | --- | ------------------------ | -------------- | --------------- | ------ | ----------------- | ---------------- |
| 2014 | 28  | —                        | 37             | 17              | —      | 4                 | —                |
| 2018 | 32  | 35                       | 13             | —               | —      | 12                | —                |

### Чемпіонати світу
| Рік  | Вік | 10 км індивідуальні пер. | 15 км скіатлон | 30 км мас-старт | Спринт | 4 × 5 км естафета | Командний спринт |
| ---- | --- | ------------------------ | -------------- | --------------- | ------ | ----------------- | ---------------- |
| 2013 | 27  | 18                       | 46             | —               | —      | 6                 | —                |
| 2015 | 29  | 5                        | 26             | —               | —      | 8                 | —                |
| 2019 | 33  | —                        | 20             | 26              | —      | 8                 | —                |

### Кубки світу
| Сезон | Вік | Місце в дисципліні | Місце в дисципліні | Місце в дисципліні | Місце в Скі Тур | Місце в Скі Тур | Місце в Скі Тур   | Місце в Скі Тур |
| Сезон | Вік | Заг. залік         | Дистанція          | Спринт             | Nordic Opening  | Тур де Скі      | Кубок світу фінал | Скі Тур Канада  |
| ----- | --- | ------------------ | ------------------ | ------------------ | --------------- | --------------- | ----------------- | --------------- |
| 2008  | 22  | НК                 | НК                 | НК                 | Н/Д             | —               | 46                | Н/Д             |
| 2009  | 23  | 119                | 85                 | НК                 | Н/Д             | —               | 40                | Н/Д             |
| 2010  | 24  | 93                 | 86                 | НК                 | Н/Д             | —               | 26                | Н/Д             |
| 2011  | 25  | НК                 | НК                 | НК                 | 41              | НФ              | —                 | Н/Д             |
| 2012  | 26  | 51                 | 36                 | НК                 | 49              | 22              | 39                | Н/Д             |
| 2013  | 27  | 68                 | 48                 | НК                 | 42              | 33              | —                 | Н/Д             |
| 2014  | 28  | 44                 | 31                 | НК                 | —               | 23              | 20                | Н/Д             |
| 2015  | 29  | 82                 | 51                 | НК                 | 56              | —               | Н/Д               | Н/Д             |
| 2016  | 30  | 53                 | 35                 | 69                 | —               | 29              | Н/Д               | —               |
| 2018  | 32  | 74                 | 53                 | НК                 | —               | НФ              | —                 | Н/Д             |
| 2019  | 33  | 49                 | 35                 | НК                 | —               | 18              | —                 | Н/Д             |